# Брорссон, Арвид
Арвид Брорссон (швед. Arvid Brorsson; 8 мая 1999, Эребру) — шведский футболист, играющий на позиции защитника. Ныне выступает за итальянский клуб «Монца».

## Клубная карьера
Арвид является воспитанником клуба «Стурехов». С 2015 года находится в структуре «Эребру», выступает за юношеские команды. С сезона 2017 года привлекался к тренировкам с основной командой. 17 мая 2017 года дебютировал в шведском первенстве в поединке против «Сундсвалля», выйдя на замену на 62-й минуте вместо Маика Семы.
Выступает за юношеские сборные Швеции.